# Clemens Philippart
Clemens August Josef Philippart (* 1751 in Bonn; † 25. August 1825 ebenda) war ein deutscher Maler und Zeichner.

## Leben

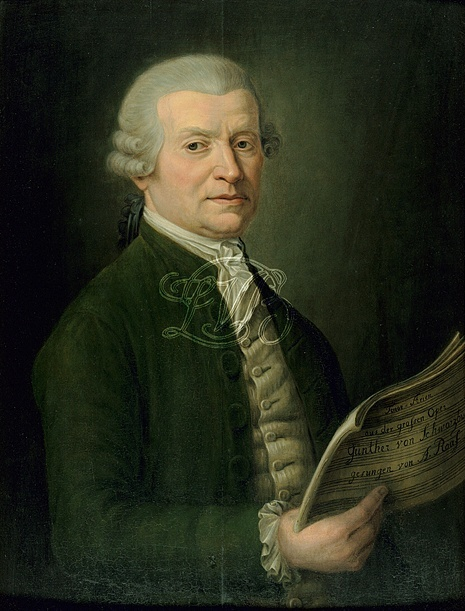
Bildnis des Sängers Anton Raaff, 1780, Beethoven-Haus

Nach einer künstlerischen Ausbildung an der Kunstakademie Düsseldorf war Philippart am kurkölnischen Hof und am Lyceum in Bonn tätig. Dort wurde er Lehrer des Malers Carl Joseph Begas. Er hatte einen gleichnamigen Sohn (1807–1881), der ebenfalls als Zeichenlehrer in Bonn wirkte.